# Anas Sefrioui
Pour les articles homonymes, voir Sefrioui.
Anas Sefrioui, né le 16 mai 1957 à Fès, est un homme d'affaires marocain. Il est principalement connu en tant que fondateur et président-directeur général du groupe immobilier Addoha, un acteur majeur du secteur de la promotion immobilière au Maroc.
À partir des années 1990, il développe une stratégie de logements à prix modéré qui accompagne les politiques publiques en matière d’habitat social. Son groupe diversifie par la suite ses activités dans le ciment et les matériaux de construction, à travers notamment la société Ciments de l’Atlas et Ciments de l'Afrique,.
En 2025, sa fortune est estimée à 1,5 milliard de dollars américains par le magazine économique Forbes, le classant parmi les personnalités les plus riches du continent africain.

## Parcours

### Origines et Famille
Anas Sefrioui est né à Fès en 1957. Il a 8 frères et sœurs.
Son père, Haj Abdeslam Sefrioui est un riche homme d'affaires fassi qui possède des mines de Rhassoul (argile minéral) et est présent dans l'industrie et l'immobilier. Il est également propriétaire d’une compagnie maritime.

### Débuts
Anas Sefrioui quitte le lycée à l'age 15 ans, sans le baccalauréat, pour travailler directement avec son père . 
Il l'aide à gérer les mines de Rhassoul (الغاسول) une argile naturelle riche en magnésium utilisée dans les produits de beauté et la pharmacie. Un des seuls gisements connus de Rhassoul se trouve au Maroc, dans la province de Boulemane, à environ 200 km au sud de Fès. Il est détenu depuis 1954 par la famille Sefrioui via la société Société du Ghassoul et de ses dérivés Sefrioui.
Dans les années 70, Anas Sefrioui reprend avec son père des usines de fabrication de papier et d’emballage à Casablanca, Tanger, Fès et Agadir.  A la fin des années 1980, Anas Sefrioui produit 50 % des emballages de ciment au Maroc. 

### Promoteur immobilier
En 1987, il se lance dans l'immobilier et crée le groupe Addoha, qui fait de la viabilisation et le lotissement de terrains économiques. Une sorte de période probatoire qui prépare un grand bond. En 1995, faisant écho à l'opération 200 000 logements initiée par le roi Hassan II, Addoha en bénéficie. Sefrioui réalise son 1er programme de logements sociaux portant sur 2371 appartements à Aïn Sebaâ
Dans les années 2000, l’État Marocain lance d'importants programmes de développement immobilier dans le logement social. Le groupe immobilier dirigé par Anas Sefrioui, Addoha en est un des principaux bénéficiaires.
En 2003, Anas Sefrioui lance le concept de guichet unique. Dans ses locaux, l'entreprise accueille des agences bancaires, des notaires, et même certains services administratifs publics. Le plus grand coup marketing de Addoha est son slogan publicitaire « ch’ra b’tamane l’kra » (l’achat au prix de la location). Sefrioui souligne « Addoha est aujourd’hui aussi connue au Maroc que Coca Cola ».
En juin 2006, Anas Sefrioui introduit le groupe Addoha en bourse en cédant cession de 35 % du capital au prix de 585 dirhams l’action. L’offre publique de vente (OPV) a été souscrite 18 fois, ce qui a permis à Anas Sefrioui d’empocher la somme de 2,7 milliards de dirhams en cash. Par ailleurs, 62% d’Addoha appartiennent toujours à Anas Sefrioui, soit 25 milliards de dirhams. En moins de 6 mois, le cours d’Addoha est multiplié par six. Certains parlent alors d'hystérie spéculative, d'autres, plus critiques, évoquent un énorme délit d'initié.
Anas Sefrioui devient alors un des hommes les plus riches du Maroc.

### Affaires personnelles
Outre la direction du groupe Addoha, Sefrioui détient plusieurs affaires personnelles dans différents domaines.   
Il détient notamment Les pepinieres de l'Atlas et il cherche à se développer dans le secteur de l'agriculture 

### Vie privée
Anas Sefrioui a déclare être un homme très religieux.  Il affirme nommer des projets immobiliers de noms extraits du Coran.   
Anas Sefrioui dit faire un pèlerinage (hajj) à La Mecque chaque année.  
Il est connu comme un important collectionneur d’œuvres d'arts, et détient de nombreux tableaux de Hassan El Glaoui .

## Activités en Afrique
Depuis le début des années 2010, Anas Sefrioui développe une stratégie d’expansion panafricaine à travers deux principaux domaines : la production de ciment, via CIMAF, et la promotion immobilière, à travers le Groupe Addoha.

### Industrie cimentière
Fondée en 2011, la société CIMAF (Ciments de l’Afrique) est une filiale du groupe marocain Omnium des Industries et de la Promotion (OIP), contrôlé par Anas Sefrioui. Elle vise à répondre à la demande croissante en matériaux de construction dans plusieurs pays africains. En l’espace d’une décennie, CIMAF s’implante dans plus d’une dizaine de pays, dont la Côte d’Ivoire, la Guinée, le Cameroun, le Gabon, le Mali, le Burkina Faso, le Tchad et le Congo.
En avril 2016, Anas Sefrioui lance les travaux de construction d’une cimenterie à San Pedro en Côte d’Ivoire, en présence du président Alassane Ouattara. Ce projet, couplé à l’extension du site d’Abidjan, porte la capacité nationale de production de CIMAF à plus de 2 millions de tonnes par an.
En juin 2016, CIMAF inaugure une cimenterie à Owendo au Gabon, pour un investissement estimé à 23 milliards de francs CFA (environ 35 millions d’euros), en présence du président Ali Bongo Ondimba.
En 2024, CIMAF initie un tournant vers la production durable avec l’installation d’une unité d’argile calcinée et d’une centrale solaire à Ouagadougou, au Burkina Faso, dans une optique de réduction des émissions de carbone et des coûts énergétiques. Ce projet s’inscrit dans un financement plus large accordé par la Société financière internationale (IFC) pour appuyer des technologies à faible émission de carbone dans les pays d’Afrique de l’Ouest.

### Promotion immobilière
Le groupe Addoha déploie également une stratégie immobilière en Afrique. Il intervient principalement dans la construction de logements sociaux ou abordables dans plusieurs capitales du continent.
En mars 2025, la filiale ivoirienne du groupe obtient un financement de 27 millions de dollars de la part de l’IFC pour la construction de 5 600 logements dans la région du Grand Abidjan.

## Affaires

### Affaire Inspirations écos
En août 2010, le journal Les Inspirations écos publie une longue enquête sur Addoha. Addoha y est accusé d'arnaque par plusieurs clients. Anas Sefrioui rencontre plusieurs fois le propriétaire du journal, Moulay Hafid El Alamy pour discuter de cet article. Celui-ci refuse d'intervenir et déclare que sa rédaction est indépendante . 

### Affaire EPC
L'entreprise EPC Maroc accuse la direction de Addoha d'avoir démoli son ancien siège illégalement à Bouskoura. L'affaire fait la une des journaux au Maroc . 
Au lendemain de l’annonce par la société EPC Maroc de l’assignation devant le tribunal correctionnel de Anas Sefrioui et des membres de sa famille, le président-directeur général fustige la tentative malhonnête de désinformation. Selon lui, EPC Maroc a cherché à porter atteinte à la réputation de sa famille à travers une communication étayée d’informations volontairement erronées. Cette communication commence par invoquer l’article 570 du Code pénal aux seules fins de manipuler l’opinion publique et de nuire aux personnes citées.
Contrairement aux allégations de EPC Maroc, la démolition par la société a été réalisée en conformité avec les procédures légales et réglementaires en vigueur et en présence des autorités compétentes. EPC Maroc occupait une partie du foncier sans disposer ni du droit de propriété commerciale ni du fonds de commerce. Et cela sachant que, contrairement à ses dires, EPC Maroc est immatriculé au tribunal de commerce de Casablanca, au registre n°20059, avec son siège social à Casablanca à l’adresse : immeuble Sémiramis, angle des rues Faker et Kamal, ex-angle des rues Vidal et Heintz, ajoute le PDG.